# Brachymeles schadenbergi
Espèce
Synonymes
- Eumeces schadenbergi Fischer, 1885

Statut de conservation UICN

 LC  : Préoccupation mineure
Brachymeles schadenbergi est une espèce de sauriens de la famille des Scincidae.

## Répartition
Cette espèce est endémique des Philippines. Elle se rencontre dans les îles de Basilan et de Mindanao.

## Étymologie
Cette espèce est nommée en l'honneur d'Alexander Schadenberg.

## Publication originale
- Fischer, 1885 : Ichthyologische und herpetologische Bemerkungen. V. Herpetologische Bemerkungen. Jahrbuch der Hamburgischen Wissenschaftlichen Anstalten, vol. 2, p. 82-121 (texte intégral).